# Dipartimento di Beni
Il Beni (in spagnolo anche chiamato El Beni) è un dipartimento della Bolivia con una popolazione stimata di 406.982 abitanti (stima 2007), che ha come capoluogo Trinidad (89.000 abitanti, proiezioni INE, 2005).
È il secondo dipartimento boliviano per estensione, con 213.564 km², ma il penultimo per numero di abitanti.
Altre città importanti sono Riberalta, con 88.000 abitanti, e Guayaramerín, con 45.000 abitanti.

## Storia
Il dipartimento del Beni fu fondato nel 1842 separando l'attuale territorio dal dipartimento di Santa Cruz. L'etimologia del nome è incerta e sembra sia di origine Tacaná.
Nonostante questo territorio abbia assunto il nome di Beni, la regione era storicamente nota come Moxos, da uno dei gruppi etnici più numerosi, ma a causa degli artifici della burocrazia e del centralismo politico boliviano, molto legato alle aree andine, venne adottato il nome attuale.
Il capoluogo del dipartimento fu fondato dal missionario gesuita Cipriano Barace nel 1686 col nome indigeno di Siya Boco, cristianizzato poi in Santissima Trinidad.
Tutta la regione ha però una delle storie precolombiane più ricche del continente americano. 
L'area è stata sede di un'importante civiltà precolombiana, conosciuta anche come cultura de las Lomas, delle colline. A partire da circa 2000 anni a.C. (probabilmente prima: il dato attuale si basa sulle ceramiche datate) fino al XIII secolo d.C., la regione fu sede di importanti gruppi umani organizzati in società prestatali (in qualche caso molto centralizzate), definite cacicazgos, potentati locali. Il sistema si basava, ambientalmente ed economicamente, sull'uso di specifiche caratteristiche ambientali (uso di piante acquatiche come fertilizzanti e giganteschi sistemi di pesca) e sulla costruzione di grandi opere idrauliche, che permettevano la connessione fra i vari nuclei umani durante qualsiasi periodo dell'anno e le coltivazioni anche in epoca di inondazioni (per questo la creazione di campi coltivati elevati, visibili ancora oggi dall'alto), di terrapieni, dighe, canali e lagune con varie funzioni, tra cui la pesca. 
All'arrivo degli spagnoli la regione era già in piena decadenza da circa tre secoli. In ogni caso essa rimane uno dei centri di origine di coltivazioni di molti prodotti agricoli di diffusione mondiale: tabacco, arachidi, cotone, manioca o yuca (Manihot esculenta), patata dolce o camote (Ipomoea batatas).
Dopo un periodo di intenso interesse da parte degli spagnoli nella prima fase dell'epoca coloniale, quando si credeva che la zona potesse essere una delle sedi del mitico "El Dorado", o Paititi, la regione rimarrà in uno stato di forte marginalità per alcuni secoli.
Nell'epoca repubblicana, fra la metà del secolo XIX e l'inizio del XX, la regione settentrionale del Beni è stata teatro del boom economico della gomma o caucciù.

## Geografia fisica

### Territorio
Questo dipartimento comprende principalmente nel settore centrale ampie pianure coperte dalla savana e da numerose lagune. La foresta copre buona parte del settore settentrionale o orientale del dipartimento ed è presente lungo i fiumi (foresta a galleria). Le foreste del settore meridionale del dipartimento, confinanti con il Santa Cruz sono state in parte o totalmente rimosse per far posto alle coltivazioni agroindustriali (principalmente di soia). Le foreste coprono anche il settore occidentale, lungo le prime pendici andine. Queste foreste hanno subito importanti perturbazioni da parte dei coloni provenienti dall'altipiano andino e dalle imprese del legname.
Buona parte del territorio del Beni è interessato da periodiche inondazioni che coprono le savane e parte delle foreste. In anni particolarmente piovosi possono inondarsi circa 150.000 km² del territorio del dipartimento (per esempio nel 1992 e nel 2008).
Le aree orientali di questo dipartimento appartengono alla formazione geologica dello scudo precambriano brasiliano e presentano isolati affioramenti rocciosi, anche di grandi dimensioni (cerro San Simon).

### Clima
Il clima del dipartimento è tropicale, con precipitazioni annuali tra i 1.000 e in 4.000 mm. Le temperature sono calde tutto l'anno (media 26 °C). Durante l'inverno australe possono presentarsi sporadici ed effimeri fronti freddi provenienti da sud.

## Popolazione
L'etnografia della zona è molto complessa e varia. Il Beni è il dipartimento col maggior numero di gruppi etnici originari dell'attuale Bolivia. Importante è il processo di meticciato tra questi gruppi umani e i colonizzatori di origine europea.
A partire dagli anni '50 del secolo scorso, è iniziato un processo di colonizzazione da parte di popolazioni di origine andina, Quechua e Aymarà che, in alcuni casi, ha portato anche all'occupazione di terre degli abitanti originari del Beni. 
Nelle città buona parte del commercio è in mano a queste popolazioni di origine andina che, nonostante il tempo, poco si sono integrate con le popolazioni originarie e meticce.
I gruppi etnici principali sono Sirionó, Moxeño, Yuracaré, Moré, Pauserna, Baure, Canichana, Chacobo, Esseja, Tacaná, Chimán, Movima, Cayubaba e Itonoma.

## Economia
La principale attività economica del Beni è stata per decenni l'allevamento del bestiame che viene effettuato approfittando delle enormi estensioni di savane naturali. L'allevamento bovino fu introdotto dai Gesuiti nel XVII sec. Si calcola che esitano circa 3 milioni di esemplari bovini in allevamento.
Nel nord del dipartimento è importante l'estrazione della noce del Brasile (nel Beni, nella città di Riberalta, esiste il principale centro mondiale di trasformazione di questa frutta secca) e del legname.
Lungo alcuni fiumi (Madre de Dios e Beni) e nel cerro san Simon, si estrae oro.
A partire dal 2003, ampie aree di savana vengono utilizzate anche per la coltivazione industriale del riso (circa 80 000 ettari nel 2005).
L'economia locale e delle comunità ruralli fa riferimento principalmente alle coltivazioni di riso, yuca (manioca), mais, platano (Musa sp., una specie di bana da cuocere), cacao, l'allevamento di piccoli animali da cortile, la pesca e la caccia.
La pesca in particolare ha accresciuto importanza in questi ultimi anni grazie allo sviluppo del mercato interno boliviano e all'esportazione.
Di recente e crescente importanza la caccia al caimano (Caiman crocodylus), localmente noto come lagarto, iniziata legalmente circa 10 anni fa attraverso l'assegnazione di quote destinate alle comunità. La pelle viene poi conciata in aziende del posto ed esportata principalmente verso Italia e Francia. Molto scarsi i controlli sul reale rispetto delle quote di caccia.

## Geografia antropica

### Suddivisioni amministrative
Il dipartimento è a sua volta diviso in 8 province e in 48 cantoni:
| Provincia               | Popolazione | Capitale             |
| ----------------------- | ----------- | -------------------- |
| Antonio Vaca Díez       | 134.657     | Riberalta            |
| Cercado                 | 93.276      | San Javier           |
| Iténez                  | 20.192      | Magdalena            |
| Mamoré                  | 13.638      | San Joaquín          |
| Marbán                  | 15.766      | Loreto               |
| José Ballivián Segurola | 80.650      | Reyes                |
| Moxos                   | 23.823      | San Ignacio de Moxos |
| Yacuma                  | 29.397      | Santa Ana del Yacuma |